# Pfarrkirche Altmelon

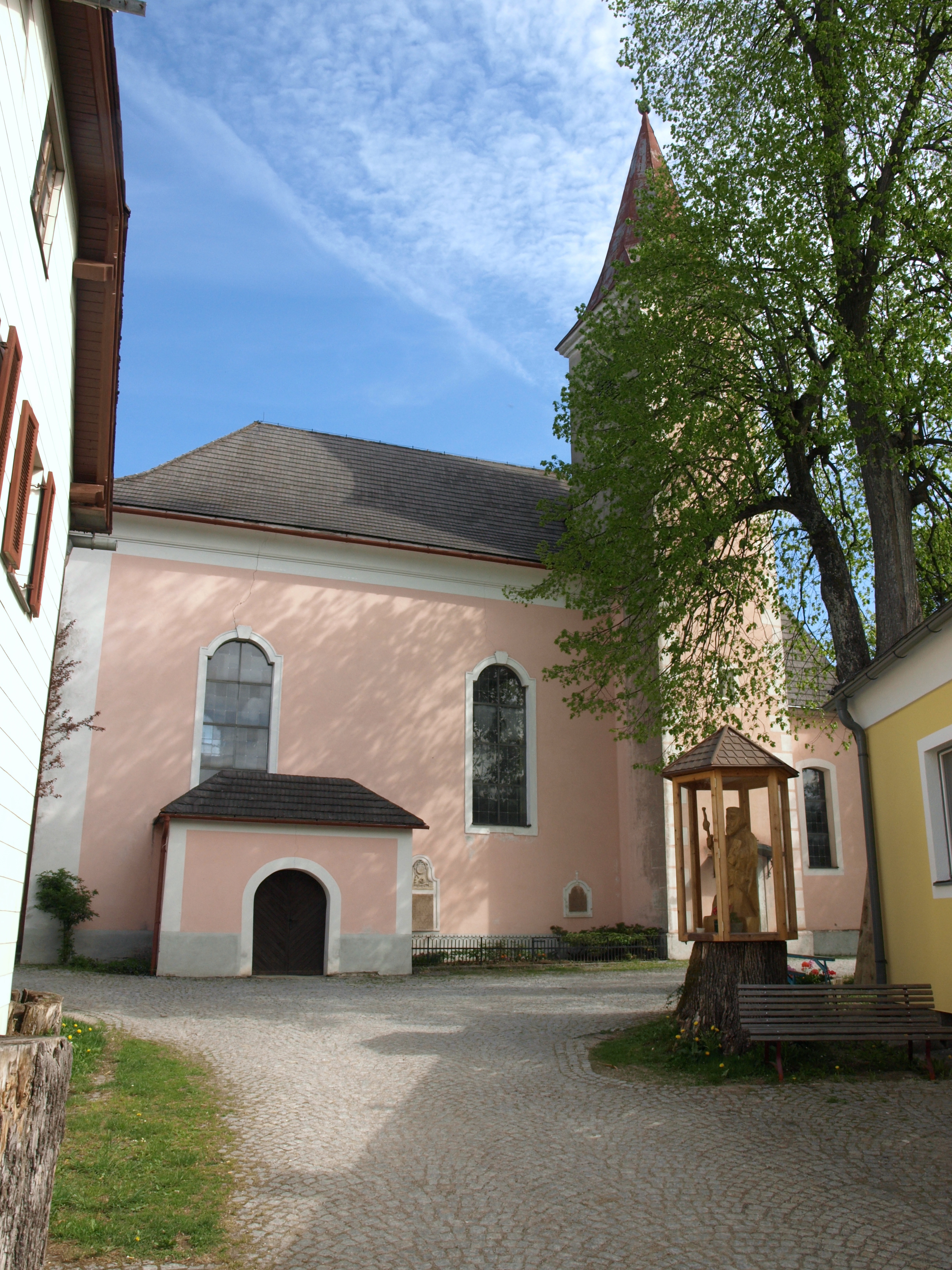
Katholische Pfarrkirche hl. Jakobus der Ältere in Altmelon

Die römisch-katholische Pfarrkirche Altmelon steht im Ort Altmelon in der gleichnamigen Marktgemeinde im Bezirk Zwettl in Niederösterreich. Die dem heiligen Jakobus dem Älteren geweihte Pfarrkirche gehört zum Dekanat Zwettl der Diözese St. Pölten. Die Kirche steht unter Denkmalschutz.

## Geschichte
Der mittelalterliche Saalbau aus dem 13. bzw. 15. Jahrhundert wurde 1783 barockisiert. Die Pfarre Altmelon ist urkundlich aus dem Jahr 1374 belegt. 1563–1630 war sie protestantisch. 1783 wurde die Pfarre wieder errichtet.

## Architektur
Außenbau
Das Langhaus geht im Kern auf das 13. Jahrhundert zurück und wurde 1783 erhöht. Die Westwand ist glatt. An der Nordseite befinden sich Strebepfeiler und barocke, abgesetzte Rundbogenfenster. Der spätgotische, halb eingestellte Südostturm mit barockem Glockengeschoß und rundbogigen Schallfenstern wird von einem Spitzhelm aus der Zeit um 1900 bekrönt. Aus dem 15. Jahrhundert stammt der spätgotische Chor mit dreiseitigem Schluss, Strebepfeilern und Wasserschlägen. An den Seiten befinden sich barocke Flachbogenfenster vom Ende des 18. Jahrhunderts, im Osten Dreieck- und darunter Rechteckfenster. Die nördlich gelegene Sakristei ist mit einem Pultdach und Silhouettenpilastern aus der Mitte des 19. Jahrhunderts ausgestattet. Ein Torvorbau im Süden wurde gegen Ende des 18. Jahrhunderts hinzugefügt.
Innenraum
Das 1783 umgebaute Langhaus ist durch ein zweijochiges Kreuzgratgewölbe über Gurtbögen auf Doppelpilastern mit profilierten Gesimsen gedeckt. Über einem Tonnengewölbe erhebt sich eine geschwungene, stuckverzierte Musikempore. Der spitzbogige Triumphbogen ist mit einer Wandmalerei Zwölf Apostel, bezeichnet mit Alexander Brunner 1947, versehen. Der spätgotische, zweijochige, leicht erhöhte Chor mit Dreiachtelschluss ist durch ein Netzrippengewölbe auf spitzen Konsolen gedeckt. Sakristei und Zubau sind flachtonnengewölbt. Die Vorhalle hat ein barockes Kreuzgratgewölbe.

## Einrichtung
Die Kirche verfügt über einen neugotischen Hochaltar und zwei Rokoko-Seitenaltäre. Der rechte Seitenaltar hat ein Altarblatt Kreuzigung und barocke Seitenfiguren der Heiligen Leopold und Katharina. Das linke Altarblatt stellt die Heilige Familie dar und wird von Figuren der Heiligen Leonhard und Florian begleitet. Die barocke Kanzel, die um 1783 angefertigt wurde, ist mit Evangelistenmedaillons verziert. Die Orgel aus dem Jahr 1964 stammt von Gregor Hradetzky. Zur weiteren Ausstattung zählen ein Taufstein vom Ende des 18. Jahrhunderts, zwei klassizistische Marmorgrabsteine von 1793 und 1797 sowie außen an der Kirche ein josephinischer Grabstein eines Pfarrers von 1797.